# Duchesse de Bourgogne
La Duchesse de Bourgogne è una birra speciale belga, prodotta dalla birreria Verhaeghe a Vichte, non lontano dalla frontiera franco-belga. Fa parte delle numerose specialità birrarie delle Fiandre, e può essere classificata fra le Flanders Red Ale (ale rosse fiamminghe) o fra le Oud bruin.

## Produzione e caratteristiche
Si tratta di una birra ad alta fermentazione maturata in botti di rovere. Al momento di imbottigliare, viene effettuato un blend tra una parte di birra maturata per 8 mesi e una di 18 mesi. Questo tipo di maturazione oltre alle note tipiche del legno, conferisce alla birra un carattere acido (lattico e acetico), bilanciato da una evidente nota dolce, sebbene il finale sia secco grazie alla luppolatura che equilibria l'ingresso zuccheroso. Mentre la schiuma è color cappuccino, il liquido da lontano appare color caramello, mentre, se lo si traguarda con una fonte di luce posta dietro, si può scorgere la classica nota granata lucente. È normale che questa birra contenga del fondo (particelle in sospensione).

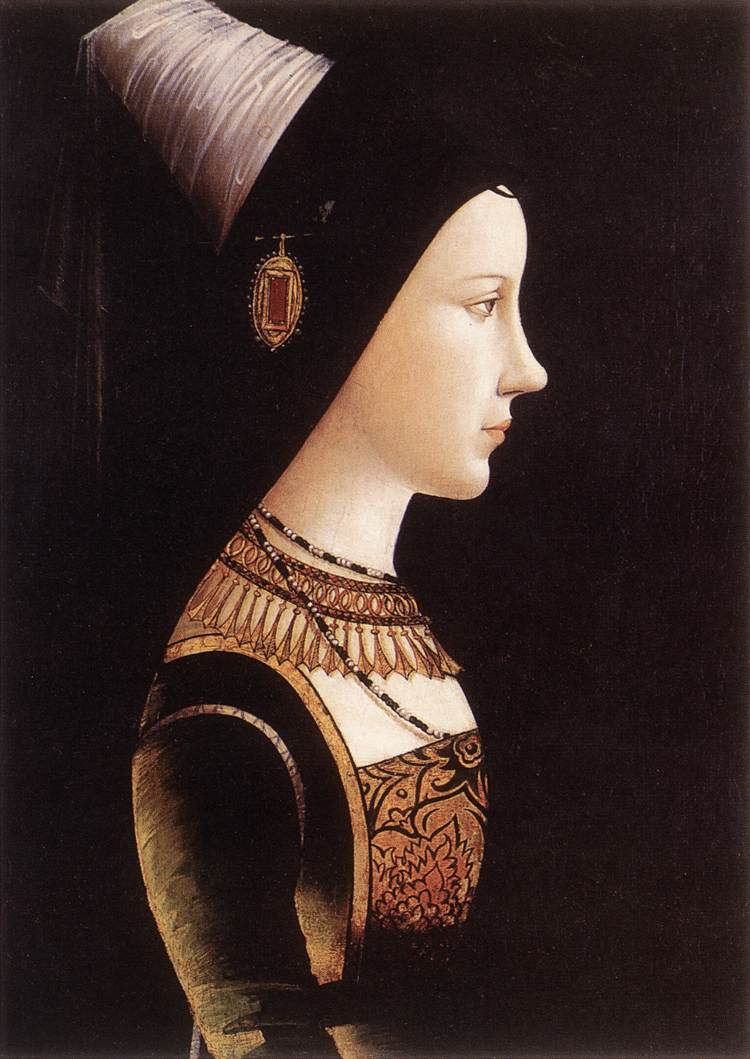
La duchessa Maria di Borgogna

Il suo volume d'alcool è pari al 6,2%.

## Storia
La duchessa di Borgogna, a cui la birra deve il suo nome, è in realtà Maria di Borgogna, unica ereditiera del potente duca Carlo I di Borgogna e di Isabella di Borbone.
Nata nel 1457 presso il Château du Coudenberg a Bruxelles, Maria divenne imperatrice del Sacro Romano Impero Germanico all'età di vent'anni, in seguito al matrimonio con l'Imperatore del Sacro Romano Impero Germanico Massimiliano I, al quale portò in dote il Ducato di Borgogna e la Contea di Fiandre. Questo matrimonio la rese la duchessa più potente e più ricca di tutta l'Europa. 
In seguito divenne la nonna paterna dell'imperatore Carlo V.